# トヨタ・pod
pod（ポッド）は、トヨタ自動車が2001年（平成13年）の東京モーターショーで発表したコンセプトカーである。

## 概要
トヨタとソニーのコラボレーションによって共同開発されたコンセプトカーで、ITを軸に「クルマと人との新しい関係」を提案する。自動車としての基本部分をトヨタが、人とのインターフェース部分をソニーが担当している。
人工知能（AI）を搭載して感情表現を可能とした点が最大の特徴で、自動車を道具ではなくパートナーとして捉え、交流が深まるにつれてオーナーと車両が共に成長していくという、従来にはない革新的かつ近未来的なモデルとして開発された。

## 構造
podには「ウインク」「元気」「怒り」「眠い」「恐怖」の5種類の感情があり、ヘッドライト（目）、ヘッドライトカバー（眉）、タイヤ（手足）、アンテナ（尻尾）の動作を組み合わせることで外部に感情を伝える。さらに、ボディのイルミネーションが「怒り」の場合は赤く、「恐怖」の場合は青く光るなど、効果的に感情を表現するための工夫が施されている。
センターコンソールに設けられたメインディスプレイには、ドライバーの運転技術を評価したり、「あせり度」を計測する機能が備わっている。また、運転者以外の同乗者ともコミュニケーションが図れるように、4つある各座席にも液晶ディスプレイが備え付けられている。
シートには自然な臨場感を提供する音響効果システムを搭載する。ヘッドレストには100Hz - 100kHzの再生能力を持つフルレンジスピーカーならびにスーパーツイーターを装備し、クッション下部にレゾネーションウーファーを備える。
運転操作は手元のコントローラーに集約され、ハンドルやペダル類は一切存在しない。

## ミニpod
podには専用キーとして「ミニpod」と呼ばれる小型の携帯端末が用意されている。「ミニpod」を所持したオーナーがpodに接近すると、自動的に車高が上がってドアが開き、ドライバーに対する歓迎の意を表現する。
podに乗車していない間も「ミニpod」をPCに接続しておけば、音楽や映像、インターネットの検索ワードなどからオーナーの趣味嗜好を把握することができる。
「ミニpod」自体も感情を表現することが可能で、本体を叩くなどすると光を放って振動したり、PCに表示されるアイコンが怒り顔になるなどの変化が生じる。